# Чэнь Гофу
Чэнь Гофу́ (кит. трад. 陳果夫, упр. 陈果夫, пиньинь Chén Guǒfū, 5 октября 1892 — 25 августа 1951) — китайский политик, государственный деятель. Дядей Чэнь Гофу был известный революционер Чэнь Цимэй — один из основателей Гоминьдана, сподвижник Сунь Ятсена и Чан Кайши.

## Биография
Родился в семье офицера. Закончил офицерское училище провинции Чжэцзян. В 1911 году вступил в Тунмэнхой, принял участие в Синьхайской революции. В 1913 году принял участие во «второй революции». С 1920 года поселился в Шанхае, когда в 1924 году Сунь Ятсен организовал в Гуанчжоу военную академию Вампу — поддержал её кадрами и имуществом.
В 1926 году сам переехал в Гуанчжоу, были избран в Контрольно-ревизионную комиссию Гоминьдана, а также стал исполняющим обязанности секретаря Организационного отдела ЦИК Гоминьдана.
В 1927 году примкнул к правому крылу Гоминьдана. Вместе со своим младшим братом Чэнь Лифу руководил так называемой «кликой Cи-Cи (Central club)» (то есть «кликой братьев Чэнь» — по первым буквам написания их фамилий латиницей). В эту группу входил также Гу Чжэнган (Ку Ченкан), будущий президент Всемирной антикоммунистической лиги.
После того, как в 1928 году Гоминьдан смог объединить под своей властью весь Китай, стал членом правительства и заместителем председателя Контрольного Юаня. В 1929 году основал Государственный университет управления. В 1933 году стал губернатором провинции Цзянсу.
После окончания войны с Японией стал заведующим учебной частью Государственного университета управления. В это время он был уже серьёзно болен туберкулёзом, и по причине плохого здоровья в декабре 1948 года вышел в отставку и уехал в Тайчжун. В 1951 году скончался в Тайбэе.